# Kurt Seinitz
Kurt Seinitz (* 7. Jänner 1947 in Wien) ist ein österreichischer Journalist und Buchautor. Er ist Redakteur beim österreichischen Boulevardblatt Kronen Zeitung und leitet dort das Ressort für internationale Politik.

## Leben
Nach der Matura begann Seinitz ein Studium in Publizistik und Wirtschafts- und Sozialgeschichte, schloss es aber nicht ab. Ab 1967 arbeitete er bei der Tageszeitung Express. 1971 kam er zur Kronen Zeitung in das Ressort Außenpolitik, das er ein Jahr später übernahm.
Für Aufsehen sorgte im Jahr 2002 die Aussage von Kurt Seinitz in der filmischen Dokumentation „Kronen Zeitung – Tag für Tag ein Boulevardstück“, wonach er manchmal einen journalistischen „Ordnungsruf“ an Politiker wie Bundeskanzler Wolfgang Schüssel, Außenministerin Benita Ferrero-Waldner oder Bundespräsident Thomas Klestil richte. Konkret ging es bei dem Gespräch um einen kritischen Artikel über die internationale Profilierungssucht dieser drei Politiker. Seinitz sagte: „Ja, weil mich der Klestil gefragt hat, ob das eine Richtungsänderung ist der Zeitung, dass er jetzt befürchten muss, dass er auf die Dauer durch den Kakao gezogen wird. Und ich hab ihm gesagt, das ist ein Ordnungsruf. Also wenn sich der Tatbestand zum Positiven ändert, wird alles wieder normal.“ Dies wurde von vielen Medien als Beweis für die vergleichsweise große Macht, die leitende Redakteure der Kronen Zeitung über österreichische Politiker haben, interpretiert.
Zu seinen Schwerpunktthemen gehören die wirtschaftliche Entwicklung Ostasiens und deren Auswirkungen. Sein 2006 erschienenes Buch „Vorsicht China!“ rangierte im März 2006 mehrere Wochen in den österreichischen Sachbuch-Bestsellerlisten.
2016 wurde er mit dem Leopold-Kunschak-Pressepreis ausgezeichnet.
Seinitz’ „Klartext“-Kolumne in der Kronen Zeitung vom 30. November 2017 zum Suizid von Slobodan Praljak mit dem Titel „Selbstmord eines Kriegsverbrechers: Starker Abgang wie einst von Göring“ wurde als „ausgesprochen befremdliche“ Berichterstattung und Lob des Nationalsozialisten Hermann Göring kritisiert. Auch der österreichische Presserat befasste sich nach Beschwerden mit dem Artikel.

## Werke
- Vorsicht China! Wie das Reich der Mitte unser Leben verändert. Ecowin Verlag. Salzburg 2006, ISBN 3-902404-28-0
- Was für ein Jahrhundert: Ein Leitfaden durch die Welt im Chaos, edition a, Wien 2022, ISBN 978-3-99001-601-5[3][4]